# Kolopsis
Il kolopside (gen. Kolopsis) è un mammifero marsupiale estinto, appartenente ai diprotodontidi. Visse tra il Miocene superiore e il Pliocene superiore (circa 8 - 3 milioni di anni fa) e i suoi resti fossili sono stati ritrovati in Australia e in Nuova Guinea. 

## Descrizione
Questo animale era di dimensioni medio-grandi, e poteva superare il metro e mezzo di lunghezza. Come tutti i diprotodontidi, possedeva un corpo massiccio sorretto da potenti zampe plantigrade. Il cranio era alto posteriormente ma dotato di un rostro piuttosto allungato, anche se non come in Alkwertatherium, e di forma tubolare. La superficie del palato, però, era larga e piatta posteriormente. Era presente una cresta sagittale piuttosto sviluppata. La dentatura era più derivata rispetto a quella di altri diprotodonti simili contemporanei, come Neohelos, soprattutto nella struttura del terzo premolare superiore dotato di un parastilo molto sviluppato.

## Classificazione
Kolopsis venne descritto per la prima volta nel 1967 da Woodburne, sulla base di fossili rinvenuti nella zona di Alcoota (Territorio del Nord, Australia) in terreni del Miocene superiore; la specie tipo è Kolopsis torus, nota per numerosi resti fossili. Altre specie appartenenti a questo genere sono K. yperus, sempre proveniente dalla zona di Alcoota, e K. rotundus del Pliocene superiore della Papua Nuova Guinea. 
Kolopsis è considerato un tipico rappresentante degli zigomaturini (Zygomaturinae), un gruppo di diprotodonti dalle insolite specializzazioni dentarie. Kolopsis sembrerebbe essere più derivato degli altri zigomaturini miocenici come Plaisiodon e Alkwertatherium, e potrebbe essere basale al gruppo di zigomaturini comprendente Zygomaturus e Hulitherium.